# Căn cứ không quân Clark

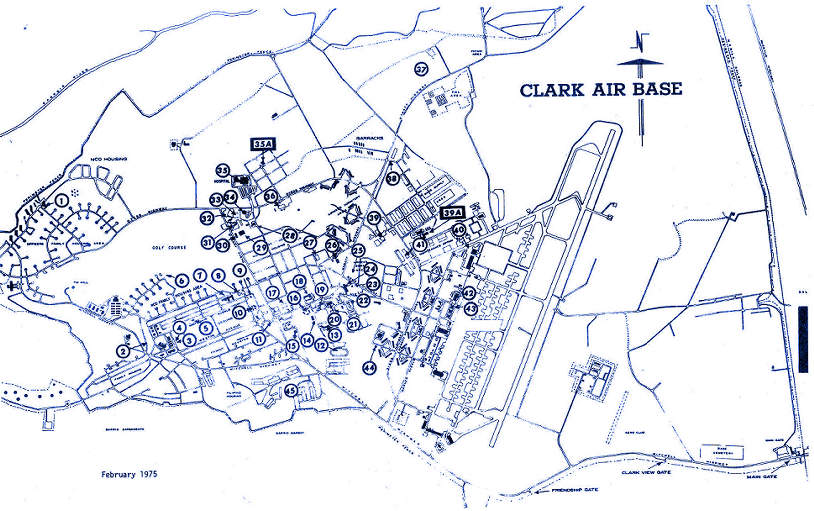
Căn cứ Không quân Clark, 1975.

Căn cứ không quân Clark từng là một căn cứ Không quân Hoa Kỳ nằm trên đảo Luzon, Philippines. Căn cứ này nằm cách thành phố Angeles 3 dặm về phía tây và cách vùng đô thị Manila 40 dặm về phía tây bắc. Clark là căn cứ quân sự của Mỹ từ năm 1903 đến 1991. Căn cứ nằm trên một diện tích 37 km² với vùng mở rộng là 596 km² về phía bắc.
Căn cứ này là một đồn lũy của các lực lượng của cả Mỹ và Philippines từ cuối chiến tranh thế giới thứ hai cho đến tận năm 1975. Đây là xương sống cho các hỗ trợ hậu cần trong chiến tranh Việt Nam. Sau khi Mỹ rời bỏ căn cứ này vào năm 1991, nơi đây trở thành địa điểm xây dựng sân bay quốc tế Clark, Vùng Cảng Tự do Clark và Thành phố Không quân của không quân Philipines.